# 鍛冶千鶴子

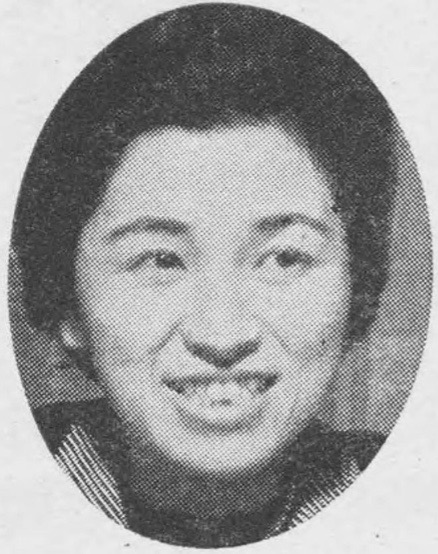
鍛冶千鶴子

鍛冶 千鶴子（かじ ちづこ、1923年7月31日 - 2018年4月8日）は、日本の弁護士、著作家。日本婦人法律家協会会長、国民生活センター会長、市川房枝記念会理事長などを務めた。

## 経歴
熊本県阿蘇古城村出身。両親は教師。1936年に熊本第二高等女学校入学、3年生のときに、日本初の女性弁護士が3人(中田正子、久米愛、三淵嘉子)誕生という新聞記事に接する。同年父親を亡くす。
1942年、当時としては女性に法律専門家としての教育を唯一行っていた明治大学専門部に入学。太平洋戦争の激化で一時帰郷した後、1947年に明治大法学部に入学。大学同級生だった鍛冶良堅（明治大教授）と1950年に結婚し、後に一児をもうけた。
大学卒業後、1951年に弁護士を開業。出征して帰らぬ夫との離婚手続きに悩んだり、新民法で向上した権利について知りたいと望んだりしていた女性向けの相談や講演に奔走。他にも家族の紛争事件などを担当し、女性の地位向上、法律相談で知られる。
『読売新聞』「人生案内」欄の担当者を1972年から32年間務め、1500人以上の相談に回答した。
1967年4月に行われた東京都知事選挙では、美濃部亮吉の推薦人に名を連ねた。
1986年、日本婦人法律家協会会長。1990年、国民生活センター会長。1993年から1999年まで市川房枝記念会（現・市川房枝記念会女性と政治センター）の理事長を務めた。

## 人物
- 兄の井野一郎は検察官、弟の井野三郎は裁判官となり、「法曹三きょうだい」と言われた[1]。
- 夫は鍛冶良堅。
- 1980年4月に衆議院法務委員会に出席し、選択的夫婦別姓制度導入を求めた[5]。

## 著書
- 『女性のための法律相談』角川新書 1960
- 『茶の間の法律』婦人画報社 1963
- 『法律は生きている』毎日新聞社 1970
- 『ミセスの法律メモ これだけは知っておきたい』文化出版局・レモン新書 1971
- 『人生案内 法律家の視点から』評論社 1977
- 『暮らしと法律』愛知県教育サービスセンター編 第一法規出版東海支社 1987 県民大学叢書
- 『道を拓く 私の選んだ道・歩いた道』ドメス出版 2000

### 共著・編著
- 『婚姻法入門 恋愛・内縁・離婚の条件』鍛冶良堅共著 光文社カッパ・ブックス 1960
- 『身近な法律 法律家夫妻の目』鍛冶良堅共著 朝日新聞社 1975
- 『女たちの民法問答 女の生と性60事例』編著 学陽書房 1979
- 『いま夫婦って何だろう?』鍛冶良堅共著 筑摩書房・ちくまセミナー 1984

## 参考
- デジタル版日本人名大事典